# 召陵区
召陵区是中华人民共和国河南省漯河市下辖的市辖区。面积405平方公里，总人口約50万人。区人民政府驻汾河路1號。是东汉许慎的故乡。

## 历史沿革
相传召陵在夏朝时为皋陶子孙受封之地，亦即古郾子国。
西周，属于胡国。春秋后期为楚地，战国时魏国在此建立了召陵邑。
秦朝，改召陵邑为召陵县，属陈郡。汉代改属汝南郡。东汉建武三年(公元27年)，析召陵县置征羌县，仍属汝南郡。
三国期属曹魏，两晋为避司马昭之讳改召陵为邵陵。南北朝时期，“邵”字改回“召”，但仍沿袭晋时发音读shào，这一时期曾被分治在南北颍川郡下，隋开皇三年(583年)南北合并。
隋开皇五年(585年)，召陵县并入郾城县，唐武德四年(621年)，恢复召陵县，属道州。贞观元年(627年)再次并入郾城县。
2004年12月27日，郾城县划入漯河市，设召陵区，辖区大体是原郾城县及原源汇区在沙河及京广铁路东的部分。 

## 行政区划
召陵区下辖3个街道办事处、7个镇：
天桥街道、翟庄街道、东城街道、召陵镇、邓襄镇、万金镇、老窝镇、姬石镇、青年镇和后谢镇。

## 人口民族
根據第七次人口普查數據，截至2020年11月1日零時，召陵區常住人口為499051人。

## 旅游景点
- 召陵故城遗址，春秋齐楚等国在中原会盟的召陵之盟发生地，故址在召陵寨西北隅的召陵岗，为河南省文物保护单位。
- 许慎文化园，位于召陵区龙江路与中山路交叉口向东800米，以许慎墓为基础的扩建而成的文化游览景区，现为AAAA级景区。
- 齐桓公点将台，在召陵寨南门外，于1959年被公布为县级文物保护单位。
- 孔子思归处，位于召陵镇东的归村，清顺治十一年（1654年）郾城知县荆其惇为纪念孔子陈、蔡之行，而在归村寨的孔庙中立《孔子归村遗迹碑记》碑。